# Keith R. McDonald
Keith R. McDonald ausztrál herpetológus. A Queensland Parks and Wildlife Service herpetológusa. Zoológiai szakmunkákban nevének rövidítése: „McDonald”.

## Az általa leírt taxonok
- Cophixalus zweifeli Davies & McDonald, 1998
- Litoria andiirrmalin McDonald, 1997
- Litoria lorica Davies & McDonald, 1979
- Litoria manya (Van Beurden & McDonald, 1980)
- Litoria xanthomera Davies, McDonald & Adams, 1986
- Mixophyes carbinensis Mahony, Donnellan, Richards & McDonald, 2006
- Mixophyes coggeri Mahony, Donnellan, Richards & McDonald, 2006
- Uperoleia altissima Davies, Watson, McDonald, Trenerry & Werren, 1993
- Uperoleia capitulata Davies, McDonald & Corben, 1986
- Uperoleia fusca Davies, McDonald & Corben, 1986
- Uperoleia littlejohni Davies, McDonald & Corben, 1986
- Uperoleia mimula Davies, McDonald & Corben, 1986'